# Flogen (Stora Tuna socken, Dalarna)
Flogen är en sjö i Borlänge kommun i Dalarna och ingår i Dalälvens huvudavrinningsområde.